# Brigitte Broch
Pour les articles homonymes, voir Broch (homonymie).
Brigitte Broch est une chef décoratrice et une directrice artistique mexicaine-allemande née le 21 novembre 1943  à Köslin (alors en Poméranie, et actuellement en Pologne).

## Biographie
Brigitte Broch émigre au Mexique en 1968. Elle commence une carrière de directrice artistique en travaillant sur un documentaire de Luis Mandoki.

## Filmographie (sélection)
- 1996 : Roméo + Juliette (William Shakespeare's Romeo + Juliet) de Baz Luhrmann
- 2000 : Amours chiennes (Amores perros) d'Alejandro González Iñárritu
- 2001 : Moulin Rouge de Baz Luhrmann
- 2003 : 21 Grammes (21 Grams) d'Alejandro González Iñárritu
- 2006 : Babel d'Alejandro González Iñárritu
- 2008 : The Reader de Stephen Daldry
- 2010 : Biutiful d'Alejandro González Iñárritu
- 2010 : Abel (es) de Diego Luna
- 2012 : Sécurité rapprochée (Safe House) de Daniel Espinosa

## Distinctions

### Récompenses
- Oscars 2002 : Oscar des meilleurs décors pour Moulin Rouge

### Nominations
- Oscars 1997 : Oscar des meilleurs décors pour Roméo + Juliette